# David Norris (calciatore)
David Martin Norris (Peterborough, 22 febbraio 1981) è un calciatore inglese, centrocampista del Workington.

## Carriera
Norris ha fatto più di 400 apparizioni nella Football League.

## Palmarès

### Club

#### Competizioni nazionali
- Southern League: 1

Boston United: 1999-2000
- Second Division: 1

Plymouth: 2003-2004